# スターリング・プランテーションの戦い
スターリング・プランテーションの戦い（英: Battle of Stirling's Plantation、またはフォードーチェ橋の戦い、英: Battle of Fordoche Bridge）は、南北戦争の3年目、1863年9月29日にルイジアナ州ポイントクーピー郡で起きた戦闘である。北軍が南軍の動きをけん制するために派遣していた部隊が、南軍に襲撃され、歩兵2個連隊のほとんどが捕まることになった。

## 背景
北軍のフランシス・J・ヘロン少将のフロンティア軍に属する師団は、ビックスバーグの包囲戦が終わった後に、ミシシッピ川下流に移動させられ、第13軍団に配属になった。7月25日にルイジアナ州ポートハドソンに到着すると、8月13日までそこに留まり、その後ニューオーリンズ市より上流にあるキャロルトンに移動した。
北軍のナサニエル・バンクス少将は「テキサス州に侵略し、（北軍の）旗を立てよ」と命令されており、その作戦が1863年9月8日の第二次サビーン・パスの戦いという結果になった（北軍の大敗）。バンクスの全体的な作戦の一部として、ヘロンの師団はレッド川河口より下流にあるルイジアナ州モーガンザに派遣された。南軍のトマス・グリーン准将の騎兵隊とアルフレッド・ムートン准将の小さな歩兵師団は共に、アチャファラヤ川の上流で活動していた。ヘロンの動きはテキサス州侵略にあたって南軍の気を逸らすものであり、南軍がテキサス州に移動しないようにすれば、サビーン・パスの動きが成功することが期待できた。
9月5日、ヘロンの師団が輸送船でミシシッピ川上流に派遣され、9月7日にはモーガンザ下流で上陸した。9月8日、全軍がモーガンザを抜けて進軍し、オペルーサス道路を降り、午後遅くにはアチャファラヤ川に到着した。その部隊はフォードーチェまで後退し、そこで宿営を張った。翌9日、部隊はモーガンザに行軍し、そこで宿営した。

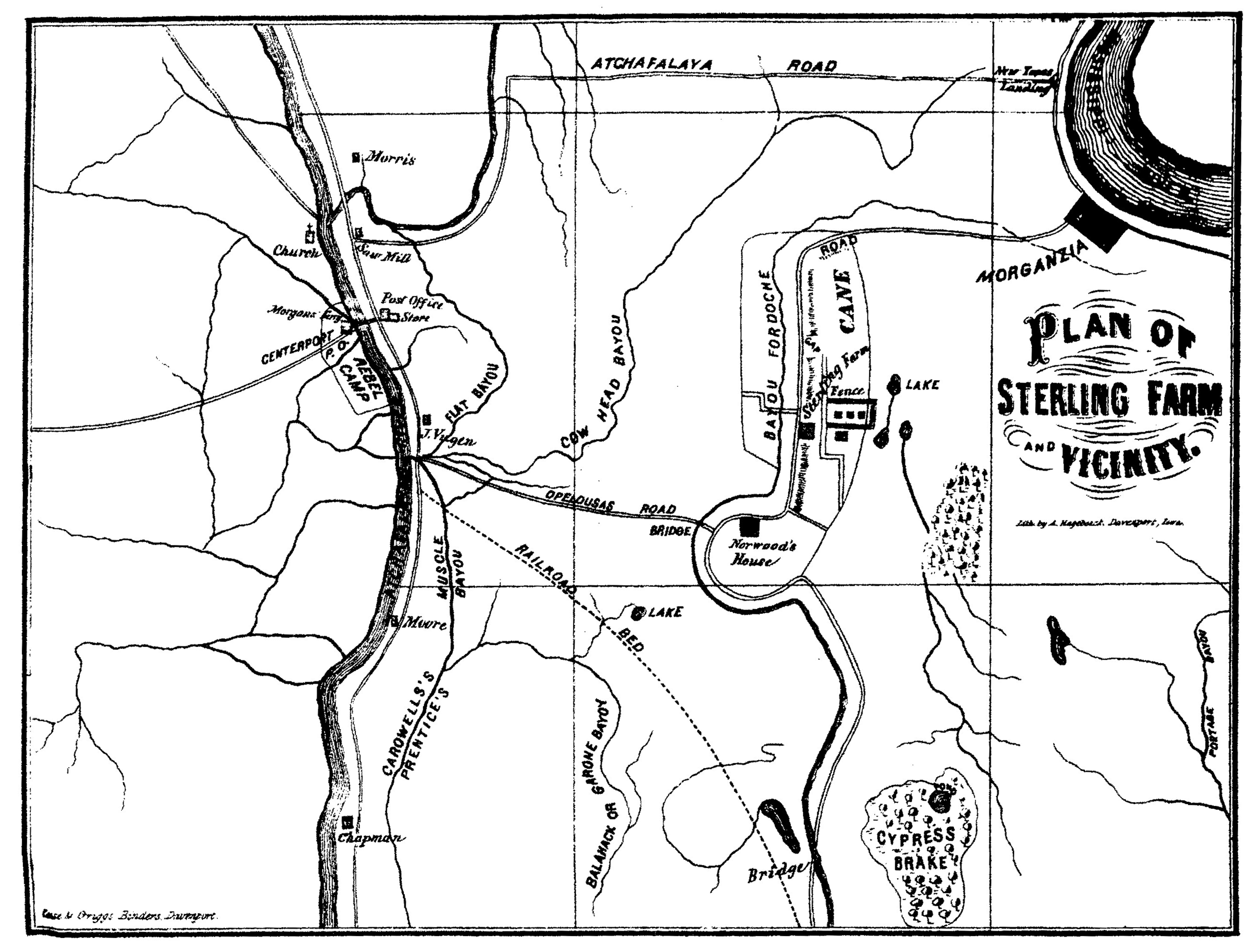
スターリング・プランテーションとその付近の図

9月11日、ヘロンはアチャファラヤ川西岸での南軍の動きを偵察するために、フォードーチェに架かる橋まで分遣隊を派遣することを提案した。またアチャファラヤ川西岸からグリーンの騎兵隊を誘き出すためにモーガンザから出て行くことも提案した。この任務にはアイオワ第20連隊のジョセフ・ブルームフィールド・リーク中佐が指揮を任された。ジョン・ブルース少佐の指揮するアイオワ第19連隊、A・D・ローズ大佐の指揮するインディアナ第26連隊、ミズーリ第1軽装砲兵隊の一部、およびサミュエル・モンゴメリー少佐の指揮するミズーリ第6騎兵隊の1個大隊から、小さな暫定旅団が形成された。この騎兵を補充するために、師団にある全ての連隊から引き抜いた兵士で騎馬歩兵の1個中隊が作られ、アイオワ第34連隊のヘンリー・ウォルトン中尉が指揮した。モーガンザからフォードーチェに至る道は、バイユー・フォードーチェの東岸を辿り、西のモーガンザからは約3マイル (4.8 km) の地点まで走り、そこからバイユーの曲りに合わせ、南に3.5マイル (5.6 km) 走ってノーウッドのプランテーション傍のバイユーで環状路に至る。ノーウッドのすぐ西で、オペルーサス道路が北西に分岐し、フォードーチェを渡り、現在のメルビルの対岸でアチャファラヤ川に行きつく。
この部隊はモーガンザを出発してから間もなく南軍の哨戒部隊と遭遇し、その日はこの部隊と小競り合いとなった後に、アチャファラヤ川から約6マイル (9.6 km) のノーウッドのプランテーションに到着し、そこで宿営した。その地域は不案内であり、リークは適当な地図を持っていなかった。ムートンはリークの無防備な配置を見て、フォードーチェ橋付近でこの部隊を破壊する好機だと判断した。

## 戦闘

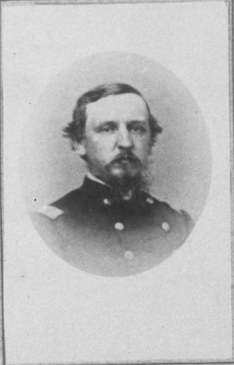
J・B・リーク中佐、1863年頃

9月13日、リークは付近を偵察し、ノーウッドの陣地は防御に強いとは言えないことが分かった。近くには幾つか古い道路や半分完成した鉄道の路床があり、そのことは南軍が容易に移動して後方に付くこともできることを意味していた。哨兵や哨戒所を設定したリークは、約1マイル (1.6 km) 後退してスターリングのプランテーションに近づくことを提案したが、ヘロンがそれを却下した。
9月15日夜、リークは1人の住民や黒人達から攻撃が予想されることを知らされ、その結果スターリングのプランテーションに近く、北に2マイル (3.2 km) 後退させ、そこに宿営地を設定することになった。この陣地はノーウッドのものよりはましだったが、そこでも南軍がその周りを容易に動き回れる道路があるという欠陥があった。
スターリングのプランテーション傍にある道路の東側には堤防があり、リークは家屋の北でその堤防に切り込みを造り、必要に応じて大砲を移動できるようにした。常に哨兵を立たせたが、その部隊は小さくて不適切だと見られ、旅団全体がその陣地では不安な状態にあった。
南軍の姿が次第に見られるようになり、スターリングとモーガンザの間で小部隊が観察されることが増えた。ヘロンは自分とリークの陣地の間に敵のいることを知らされたが、後方を確保する行動は採らなかった。ヘロンは病気になっており、9月28日の夜には指揮権をナポレオン・J・T・ダナに渡し、ニューオーリンズに向かった。
ムートンはこの小部隊を潰す機会があると認識し、9月19日にグリーンに攻撃の作戦を命令し、最終的には9月25日に決断した。グリーンの3,000名の部隊は9月28日にアチャファラヤ川のセンターポイントに居り、午後3時には渡し船で渡河を始めた。ウォラーズとラウンドツリーの騎兵大隊が、セムの砲兵大隊とともに夕暮れまでに川を渡り終えた。次にスペイトとムートンの歩兵旅団が渡河し、最後はテキサス第4、第5、第7騎兵隊が渡河を終えたのは9月29日午前1時になっていた。天候は強い雨が降っていた。
9月29日朝、ムートンとスペイトの旅団が列車で森と湿地を抜けて送られた。それはスターリングのプランテーションの北約2マイル (3.2 km) でオペルーサス道路を横切っていた。ムートンの部隊はモーガンザから送られてくる援軍を止めるためにその場所に留まった。スペイトの旅団はリーク隊の右翼と後方から最初の攻撃を始めるものとされた。
南軍の騎兵隊の残りはノーウッド・ハウスに近いフォードーチェに向かって道路を進んだ。そこには午前11時頃に到着し、フォードーチェ橋で北軍騎兵の哨戒部隊と小競り合いを始めた。約30分後、北のスターリングの農園で銃声が聞かれた。
正午少し前、スターリングの宿営地の北に置いた哨戒所から銃声が聞こえ、続いて家の北と東にあるサトウキビ畑からさらに多くの銃声が聞かれた。ムートンがその攻撃を始めた。リークは砲兵隊に道路を進み、堤防に開けた隙間に陣取り、サトウキビ畑の向こうに砲撃するよう命じた。アイオワ第19連隊は家の背後の東と西に走る塀について、銃撃を始めるよう命令された。インディアナ第26連隊はアイオワ第19連隊の左手に陣取って西を向き、右手斜めに銃撃するよう命じられた。
何らかの理由で、砲兵隊は堤防の隙間に行くことができず、家の背後にある建物の間に移動しており、全く使い物にならなかった。
リークが使えたのは僅か450名の歩兵のみであり、多くは哨兵に使われていた。アイオワ第19連隊もインディアナ第26連隊もその陣地からスターリングの建物間を押し返され、堤防で防衛線を張った。このときは東を向いて、堤防が優れた胸壁の役割を果たした。
南軍は圧倒的に優勢であり、当初はアイオワ第19連隊の右手を襲おうとした。インディアナ第26連隊が引き出されてアイオワ第19連隊の右手に付いた。このときインディアナ第26連隊は南面していた。南軍は正面の変化を見て取り、右手に動いて堤防の隙間を通過し、アイオワ第19連隊の左翼を衝こうとした。天候は暑く、兵士達は消耗していた。リークが足に銃弾を受け、馬が無くなって捕虜となり、混乱していたので別の士官が指揮を肩代わりすることも無かった。
一方、南軍騎兵隊は南のノーウッド農園近くで、北軍騎兵隊を完全に潰走させていた。北軍騎兵隊はモーガンザに向かって逃げ去り、その速度が並ではなかったので、誰も捕まらなかった。その潰走させられた騎兵隊は、まだ戦闘が激しく続いていたスターリングのプランテーションの東を通り過ぎて行った。スターリングの歩兵隊は自分たちの戦闘に掛かりっきりだったので、騎兵隊に何が起きていたのか気付かなかった。グリーンの騎兵隊の大半は、3か月前にブラシェアシティで捕獲されていた北軍の制服を着ていた。北軍騎兵隊が逃亡すると、グリーンは自部隊をノーウッドからスターリングのプランテーションがある方向へ道路を進ませた。北軍の歩兵隊は進んでくる騎兵隊を目撃し、それがミズーリ第6騎兵隊であると想定した。彼らがその部隊をグリーンの騎兵隊だと気付いたのは、両側面から発砲されたときだった。北軍は圧倒的に無勢であり、指揮官も居らず、全方向から攻撃されている状態となって、バラバラのまま降伏した。

## 戦闘の後
戦場から逃亡出来た北軍歩兵は僅かだった。北軍は戦死16名、負傷45名となり、454名が捕虜になった。南軍は戦死26名、負傷85名を出し、10名が不明となった。さらに南軍は10ポンド・パロット砲2門を馬車付きで、新しい救急車2両と医薬品を積んだ病院用荷車1両、また捕虜の武器全てを捕獲した。グリーンはその捕虜と戦利品を素早く纏め上げ、できるだけ早くそれを川に移動させ、川向うに送った。その後捕虜は、アレクサンドリア、ナケテシュ、マンスフィールド、シュリーブポートを通って、テキサス州タイラーに近いキャンプフォード捕虜収容所に送られ、10月23日に到着した。